# علی‌بیگلوی سفلی
علی‌بیگلوی سفلی یکی از روستاهای استان آذربایجان شرقی است که در دهستان چاراویماق جنوب غربی بخش مرکزی شهرستان چاراویماق واقع شده‌است.این روستا ۹۱ نفر جمعیت دارد.